# Glochidion longistylum
Glochidion longistylum är en emblikaväxtart som beskrevs av Charles Budd Robinson. Glochidion longistylum ingår i släktet Glochidion och familjen emblikaväxter. Inga underarter finns listade i Catalogue of Life.